# 비야아예스

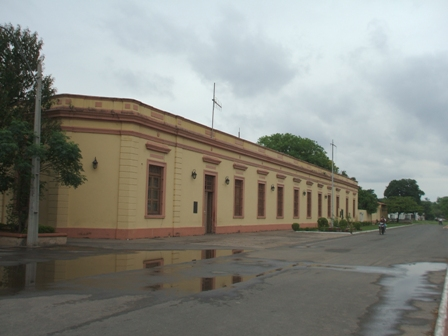

비야아예스(스페인어: Villa Hayes)는 파라과이의 도시로 프레시덴테아예스 주의 주도이며 면적은 20,002km2, 높이는 55m, 인구는 57,217명(2008년 기준)이다. 파라과이강 북안과 접하며 수도 아순시온에서 북쪽으로 31km 정도 떨어진 곳에 위치한다.